# Скупе (Седлецький повіт)
Скупе (пол. Skupie) — село в Польщі, у гміні Мокободи Седлецького повіту Мазовецького воєводства.
Населення — 96 осіб (2011).
У 1975-1998 роках село належало до Седлецького воєводства.

## Демографія
Демографічна структура станом на 31 березня 2011 року:
|          | Загалом | Допрацездатний вік | Працездатний вік | Постпрацездатний вік |
| -------- | ------- | ------------------ | ---------------- | -------------------- |
| Чоловіки | 50      | 8                  | 34               | 8                    |
| Жінки    | 46      | 8                  | 28               | 10                   |
| Разом    | 96      | 16                 | 62               | 18                   |